# Redskins (marque)
Pour les articles homonymes, voir Redskins.
Territoire Redskins, aussi connu sous le nom de Redskins est une marque française de prêt-à-porter, spécialisée dans le cuir, fondée en 1984 par Serge Aboujedid et Michel Szynkier.

## Histoire
En 1984, Serge Aboujedid se lance dans la confection de blousons et de vestes en cuir pour homme. Il travaille les peaux en accordant l’importance à la qualité et aux finitions. Pour imaginer le design, il puise son inspiration dans les icônes de l’époque, les bikers américains et les stars du rock.[réf. nécessaire]
Redskins est mise en redressement judiciaire en 2002.
En 2016, le chiffre d'affaires atteint les 40 millions d'euros. L'année suivante, la marque connait le second redressement judiciaire de son histoire. Le chiffre d'affaires est de 18 millions en 2018. La société sort du redressement judiciaire en 2019.

## Produits et licences
En 2003, la licence « chaussures » est créée. Une ligne textile est commercialisée au printemps 2005. En 2006, la licence « lunettes » suit. En 2008, la petite maroquinerie et les bagages complètent l'offre commerciale. Puis, la mise sur le marché d'une collection pour les enfants à l'hiver 2009.

## Patrouille de France
Redskins est le fournisseur officiel de la Patrouille de France et crée chaque année les collections des pilotes[source insuffisante].
En 2018, le président français Emmanuel Macron, lors d'un déplacement à Honfleur, arbore le blouson Rafal Ycon, modèle phare de la marque.